# I Look to You (canción)
«I Look to You» es una canción interpretada por la cantante estadounidense Whitney Houston, de su séptimo y último álbum de estudio del mismo nombre. Fue lanzado el 23 de julio de 2009 en la radio de los Estados Unidos. El sencillo tiene dos canciones escritas por R.Kelly,  fue producido por Tricky Stewart y Harvey Mason, Jr.
Alcanzó el número 22 en la lista Billboard Adult Contemporary y el 19 en la lista Billboard Hot R&B/Hip-Hop, convirtiéndose en su éxito número 30 en el top 20.
El 18 de febrero de 2012 R.Kelly interpretó la canción en el funeral de Whitney en el New Hope Baptist Church en Newark, New Jersey.

## Vídeo musical
El video de "I Look to You" se estrenó el 10 de septiembre de 2009 en el sitio web oficial de Whitney  y en Entertainment Tonight. 
El video, dirigido por Melina Matsoukas, muestra a la cantante frente a un fondo liso de color beige y gris con diferentes ángulos de ella. Está sentada en una caja de manzanas con un foco enfocado en ella. Hacia el final del video, se muestra una lluvia de flores cayendo a su alrededor. Houston lleva un vestido blanco con un fondo beige y gris.

## Lista de canciones
| Descarga digital 1. "I Look to You" — 4:25 Sencillo doble lado A (Alemania) 1. "I Look to You" — 4:25 2. "Million Dollar Bill" - 3:24 Sencillo digital (Reino Unido) 1. "I Look to You" - 4:25 2. "I Look to You" (Giuseppe D. Club Mix) - 7:39 3. "I Look to You" (Johnny Vicious Warehouse Club Mix) - 8:52 4. "I Look to You" (Johnny Vicious Club Mix) - 9:08 5. "I Look to You" (Christian Dio Club Mix) - 7:53 Otras versiones - "I Look To You" (7th Heaven Radio Edit) - 4:10 - "I Look To You" (7thHeaven Club Mix) - 7:55 | EP Remix digital (Reino Unido) 1. "I Look to You" (Johnny Vicious Warehouse Radio Mix) - 4:08 2. "I Look to You" (Johnny Vicious Warehouse Club Mix) - 8:52 3. "I Look to You" (Johnny Vicious Warehouse Mixshow) - 5:50 4. "I Look to You" (Johnny Vicious Radio Mix) - 3:52 5. "I Look to You" (Johnny Vicious Mixshow) - 6:06 6. "I Look to You" (Johnny Vicious Club Mix) - 9:08 7. "I Look to You" (Christian Dio Radio Mix) - 4:01 8. "I Look to You" (Christian Dio Mixshow) - 5:51 9. "I Look to You" (Christian Dio Club Mix) - 7:53 10. "I Look to You" (Giuseppe D. Radio Edit) - 3:47 11. "I Look to You" (Giuseppe D. Club Mix) - 7:39 12. "I Look to You" (Giuseppe D. Mixshow) - 5:52 |

## Lista de posiciones
| Lista (2009-2012)                                                              | Máxima posición |
| ------------------------------------------------------------------------------ | --------------- |
| Alemania (Offizielle Deutsche Charts) Double-A-Side with "Million Dollar Bill" | 41              |
| Austria (Ö3 Austria Top 40)                                                    | 47              |
| Bélgica (Flandes) (Ultratip Bubbling Under)                                    | 21              |
| Bélgica (Valonia) (Ultratip Bubbling Under)                                    | 14              |
| Brasil (Billboard Brasil)                                                      | 1               |
| Canadá (Canadian Hot 100)                                                      | 68              |
| Estados Unidos (Billboard Hot 100)                                             | 70              |
| Estados Unidos (Hot R&B/Hip-Hop Songs)                                         | 19              |
| Estados Unidos (Adult Contemporary)                                            | 22              |
| Estados Unidos (Hot Dance Club Songs)                                          | 35              |
| Estados Unidos (Jazz Songs Billboard)                                          | 21              |
| Estados Unidos (Hot Gospel Songs Billboard)                                    | 14              |
| Francia (SNEP)                                                                 | 124             |
| Japón (Japan Hot 100)                                                          | 40              |
| Países Bajos (Mega Single Top 100)                                             | 65              |
| Reino Unido (UK Singles Chart)                                                 | 85              |
| Suecia (Sverigetopplistan)                                                     | 33              |
| Suiza (Schweizer Hitparade)                                                    | 16              |